# هنري بيري
هنري بيري (بالإنجليزية: Henry Berry)‏ هو سياسي بريطاني (وحمل سابقاً جنسية المملكة المتحدة لبريطانيا العظمى وأيرلندا)، ولد في 7 يناير 1883، وتوفي في 14 فبراير 1956. حزبياً، نشط في حزب العمال. في الانتخابات العامة في المملكة المتحدة 1945 ‏، انتخب عضو برلمان المملكة المتحدة الـ38 عن دائرة Woolwich West (UK Parliament constituency) ‏ (5 يوليو 1945 – 3 فبراير 1950).